# Sex Bomb
Sex Bomb — пісня 1999 року, записана валлійським співаком Томом Джонсом. Створена у співпраці з німецьким діджеєм та продюсером Mousse T., що була випущена у травні  2000 року . Стала найбільшим синглом альбому Тома Джонса 1999 року "Reload". Пісня стала хітом у Європі. "Sex Bomb" зайняла перше місце у чартах Франції та Швейцарії, а також увійшла до трійки хітів Великій Британії, Австрії, Ісландії, Італії, Німеччини, Іспанії та Валлонської Бельгії. Популярними також стали клубна та джазова версії синглу.

## Формати синглу
- CD сингл 1 – Велика Британія

1. "Sex Bomb" (Peppermint Disco radio mix) – 3:55
2. "Sex Bomb" (Sounds of Life half vocal mix) – 6:40
3. "Sex Bomb" (Strike Boys mix) – 5:33
4. "Sex Bomb" (album version) – 3:30

- CD сингл 2 – Велика Британія

1. "Sex Bomb" (Peppermint Disco radio mix) – 3:55
2. "Sex Bomb" (Agent Sumo's freestyle mix)
3. "Sex Bomb" (Peppermint Disco dub mix)
4. "Sex Bomb" (video)

- CD максі – Європа

1. "Sex Bomb" (album version) – 3:34
2. "Sex Bomb" (Peppermint Disco radio mix) – 3:57
3. "Sex Bomb" (Peppermint Disco mix) – 6:28
4. "Sex Bomb" (Strike Boys mix) – 5:35
5. "Sex Bomb" (Sounds of Life half vocal mix) – 6:39

- CD максі – Австралія

1. "Sex Bomb" (album version) – 3:32
2. "Sex Bomb" (Peppermint Disco radio mix) – 3:55
3. "Sex Bomb" (Peppermint Disco mix) – 6:26
4. "Sex Bomb" (Sounds of Life half vocal mix) – 6:39
5. "Sex Bomb" (Sounds of Life bub mix) – 5:53
6. "Sex Bomb" (Mousse T's big beat) – 4:07
7. "Sex Bomb" (Strike Boys mix) – 5:32

## Автори
- Слова і музика - Mousse T. & Errol Rennalls[2]
- Паблішинг - Mergmusic/Rondor
- Продюсерінг - Mousse T. for Peppermint Jam Productions

## Чарти та сертифікація
| Чарт (2000)                               | Найвища сходинка |
| ----------------------------------------- | ---------------- |
| Австралія (ARIA)                          | 35               |
| Австрія (Ö3 Austria Top 75)               | 3                |
| Бельгія (Ultratop Flanders)               | 11               |
| Бельгія (Ultratop Wallonia)               | 2                |
| Бразилія (ABPD)                           | 14               |
| Canada Adult Contemporary                 | 78               |
| Canada Dance/Urban                        | 3                |
| Данія (IFPI)[джерело?]                    | 9                |
| Європа (Eurochart Hot 100)[джерело?]      | 1                |
| Фінляндія (Suomen virallinen lista)       | 5                |
| Франція (SNEP)                            | 1                |
| Німеччина (Official German Charts)        | 3                |
| Ісландія (Íslenski Listinn Topp 40)       | 2                |
| Ірландія (IRMA)                           | 7                |
| Італія (FIMI)                             | 2                |
| Нідерланди (Dutch Top 40)                 | 10               |
| Нідерланди (Mega Single Top 100)          | 11               |
| Норвегія (VG-lista)                       | 18               |
| Шотландія (Official Charts Company)       | 3                |
| Іспанія (PROMUSICAE)                      | 2                |
| Швеція (Sverigetopplistan)                | 9                |
| Швейцарія (Media Control AG)              | 1                |
| Велика Британія (Official Charts Company) | 3                |
| Велика Британія (UK Indie Chart)          | 2                |

| Чарт (2004)                      | Найвища сходинка |
| -------------------------------- | ---------------- |
| US Billboard Hot Dance Club Play | 11               |

| Chart (2000)                    | Місце |
| ------------------------------- | ----- |
| Австрія (Ö3 Austria Top 40)     | 33    |
| Бельгія (Ultratop 50 Flanders)  | 78    |
| Бельгія (Ultratop 50 Wallonia)  | 16    |
| Франція (SNEP)                  | 10    |
| Нідерланди (Dutch Top 40)       | 36    |
| Швейцарія (Schweizer Hitparade) | 10    |

| Chart (2000)    | Місце        | Продажі |
| --------------- | ------------ | ------- |
| Австрія         | Золотий диск | 25,000  |
| Бельгія         | Золотий диск | 25,000  |
| Франція         | Золотий диск | 250,000 |
| Німеччина       | Золотий диск | 250,000 |
| Швеція          | Золотий диск | 15,000  |
| Швейцарія       | Золотий диск | 25,000  |
| Велика Британія | Срібний диск | 200,000 |